# Mimochroa salentia
Mimochroa salentia là một loài bướm đêm trong họ Geometridae.